# Semicassis saburon
Espèce
Synonymes
- Phalium saburon (Bruguière, 1792)

Semicassis saburon est une espèce de mollusques gastéropodes de la famille des Cassidae.

## Distribution
Cette espèce se rencontre en Méditerranée et aussi le long des côtes de Charente-Maritime et de Gironde.

## Description
Semicassis saburon mesure jusqu'à 70 mm.